# Faith and Destiny
Faith and Destiny je česká počítačová freeware hra z roku 2010. Žánrově jde o rpg hru. Hra byla vytvořena v programu RPG Maker, vývojářem známým jako Glorin.

## Příběh
Když byli Alvin a Adras děti, věštila jim vědma, že se jeden z nich stane spasitelem a slavným hrdinou. Po několika letech vypukla velká válka, která svět rozdrobila na městské státy a rozvrátila staré říše. Alvin a Adras, kteří prožili mnoho utrpení, se rozhodnou, že svět znovu spojí. Proti nim však stojí skupina takzvaných Conquerů, která chce svět zničit.